# The Silent Circus
Albums de Between the Buried and Me
Between the Buried and Me
(2002) Alaska
(2005)
The Silent Circus est le deuxième album studio du groupe de Mathcore Américain Between the Buried and Me.
L'album est sorti à l'origine en 2003 et a été réédité en 2006, avec un DVD en plus, incluant une de leurs performances live à Carrboro, une interview du groupe et trois vidéos musicales : Mordecai, Alaska et Slumber Party.
Le titre Mordecai a été produit comme leur première vidéo musicale.
C'est le dernier album ou le batteur Will Goodyear est de la formation de Between the Buried and Me.
L'album est sorti le 3 octobre 2003 sous le label Victory Records.
Le dernier titre de l'album, The Need for Repetition, dure 6:42 au lieu des 13:38 à la fin du titre, on entend environ 4:30 de silence, puis un titre caché intitulé The Man Land, qui dure jusqu'à la fin.

## Composition
- Tommy Rogers - Chant / Claviers
- Paul Waggoner - Guitare
- Nick Fletcher - Guitare
- Jason King - Basse
- Mark Castillo - Batterie

## Liste des morceaux
1. Lost Perfection (Coulrophobia) – 4:13
2. Anablephobia – 3:01
3. Camilla Rhodes – 4:49
4. Mordecai – 5:47
5. Reaction – 2:00
6. Shevanel Take 2 – 3:13
7. Ad a dglgmut – 7:38
8. Destructo Spin – 4:46
9. Aesthetic – 3:44
10. The Need for Repetition – 13:38